# Stuart Highway
Stuart Highway är en väg i Australien som förbinder landets norra delar med de södra delarna. Vägen har sitt namn efter upptäcktsresanden John McDouall Stuart, vilken 1862 som förste europé korsade Australien från söder till norr.

Vägen passerar det förbjudna området vid Woomera i South Australia, där man testar vapen inom försvaret.

## Bildgalleri

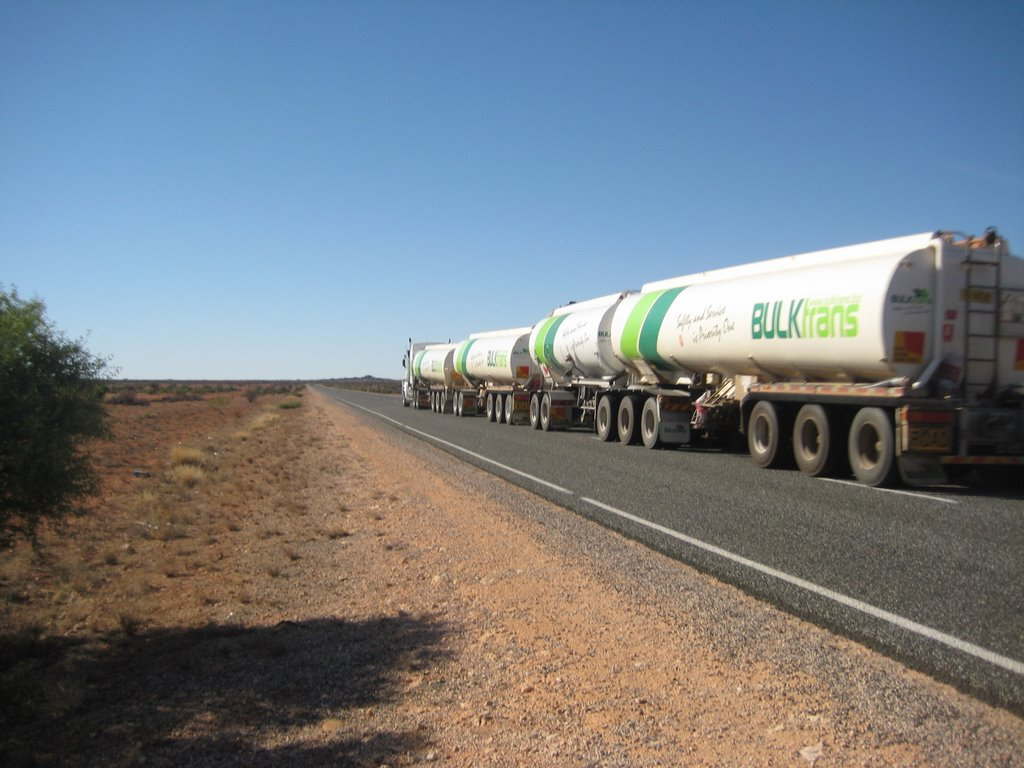
Ett vägtåg på Stuart Highway.
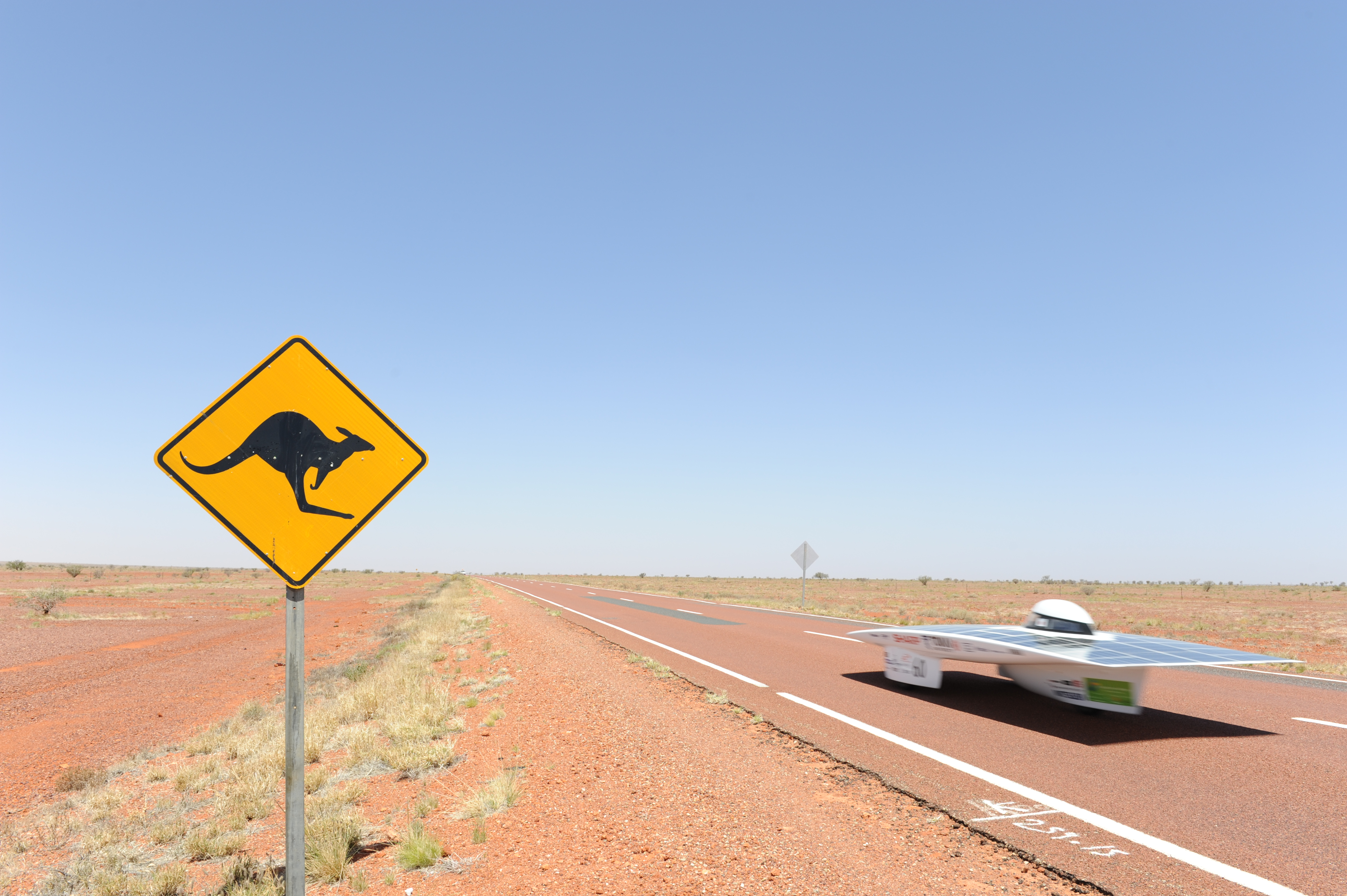
Tävlingen World Solar Challenge, där man tävlar med soldrivna bilar, utspelar sig på Stuart Highway.
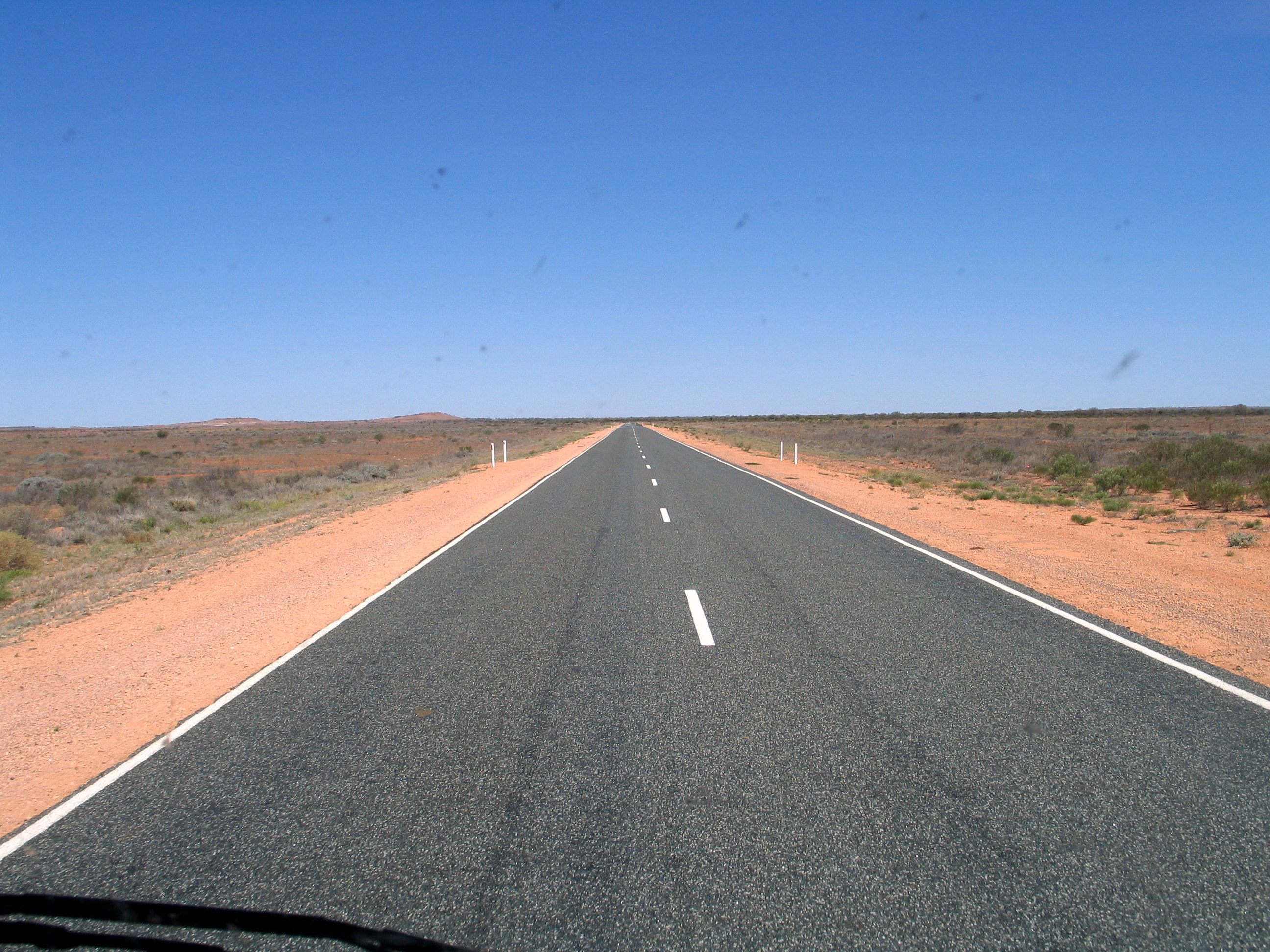
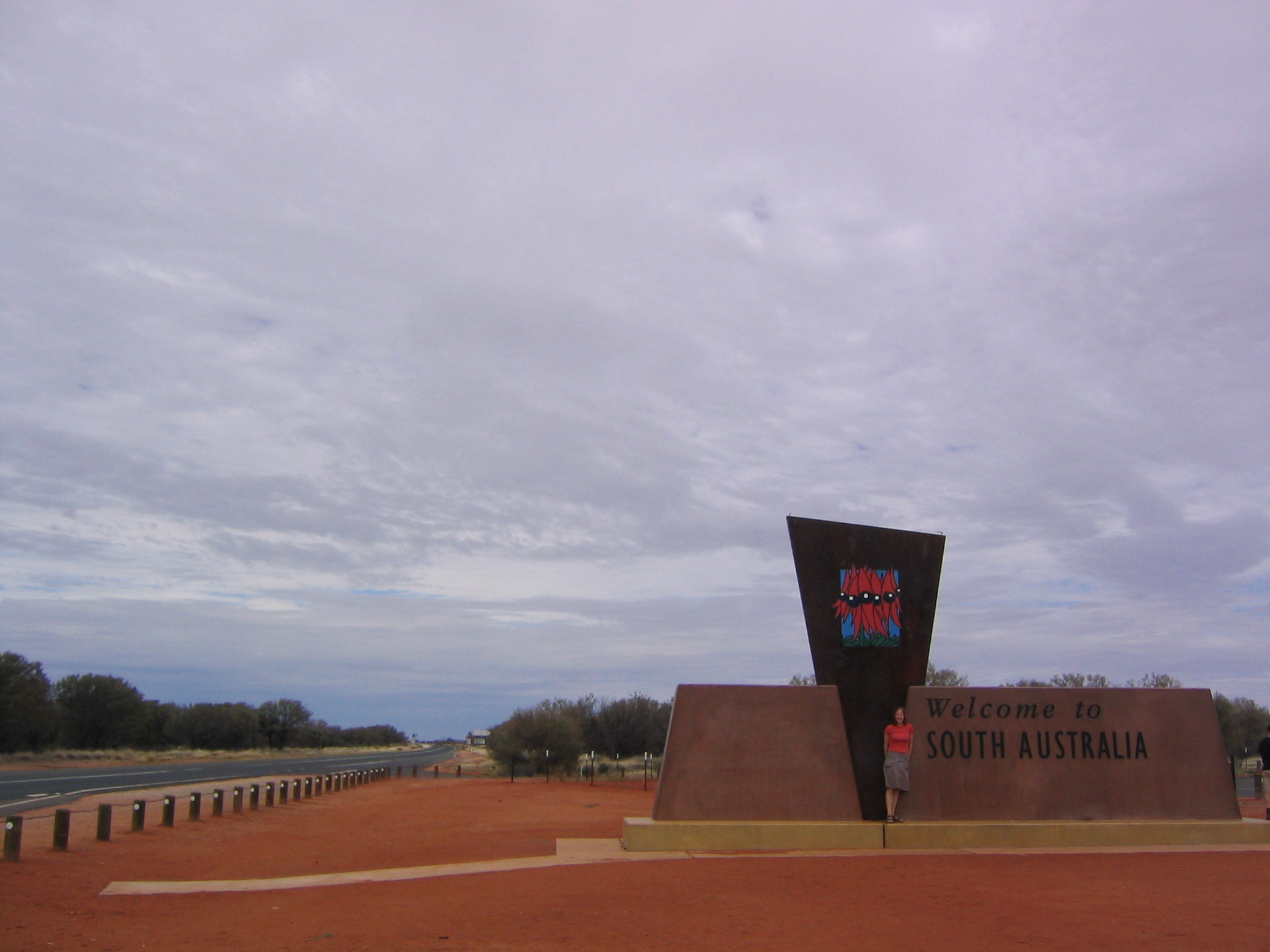
Stuart Highway går in i South Australia.
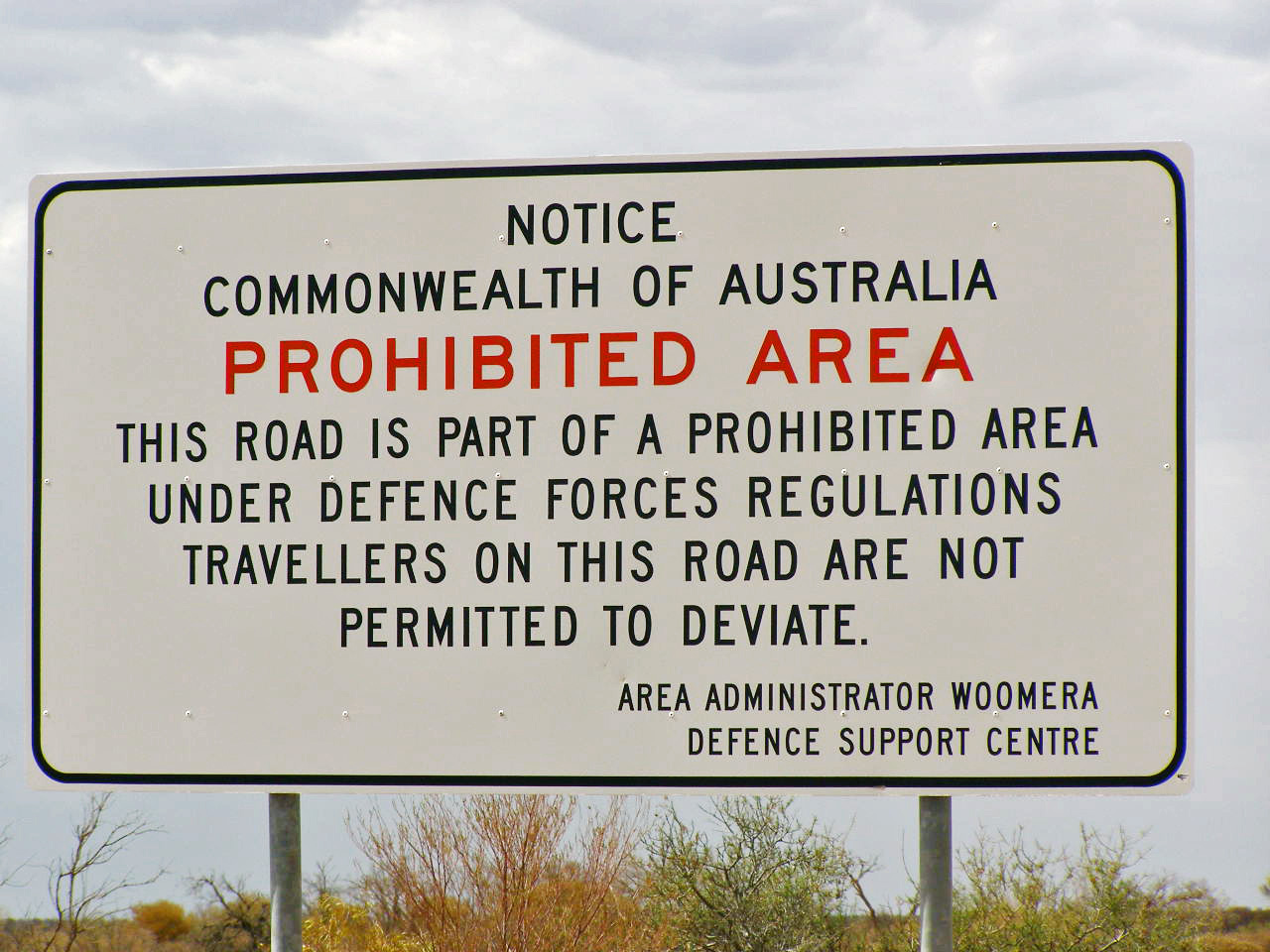
Varningsskylten för det förbjudna området i Woomera.